# Bánya-ér
Bánya-ér är ett vattendrag i Ungern.   Det ligger i provinsen Veszprém, i den västra delen av landet, 100 km väster om huvudstaden Budapest.